# Saint-Médard-d'Excideuil
Saint-Médard-d'Excideuil is een gemeente in het Franse departement Dordogne (regio Nouvelle-Aquitaine) en telt 622 inwoners (1999). De plaats maakte deel uit van het arrondissement Périgueux. Na de aanpassing van de arrondissementsgrenzen vanaf 2017 door het arrest van 30 december 2016 behoort zij tot het arrondissement Nontron.

## Geografie
De oppervlakte van Saint-Médard-d'Excideuil bedraagt 18,5 km², de bevolkingsdichtheid is 33,6 inwoners per km².
De onderstaande kaart toont de ligging van Saint-Médard-d'Excideuil met de belangrijkste infrastructuur en aangrenzende gemeenten.

## Demografie
Onderstaande figuur toont het verloop van het inwonertal (bron: INSEE-tellingen).

## Essendièras

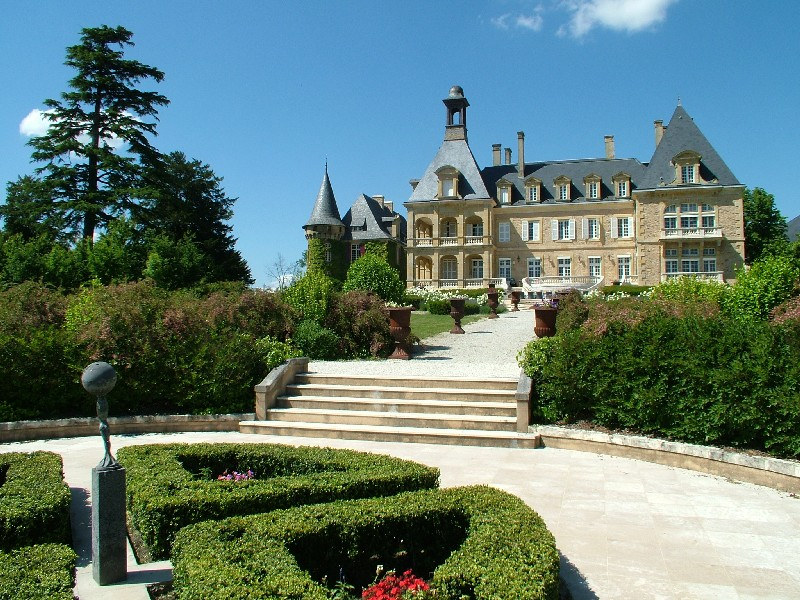
De twee kastelen

Op een van de hoogste heuvels van de Dordogne ligt in Saint-Médard het landgoed Essendièras. Het kijkt uit over het dal van de rivier Loue. Op de 400 ha bevinden zich twee naast elkaar gebouwde kastelen, zeven boerderijen, stallen, enkele bijgebouwen en een 9-holes golfbaan, ontworpen door de Nederlander Willem Swart. Een kwart van het landgoed is gemengd bos. 

Het oudste kasteel werd gebouwd in de 16de eeuw. Het andere kasteel werd in 1870 gebouwd. Er werd toen vooral wijn en tabak verbouwd. De tabaksschuren zijn nog te zien, maar na de Eerste Wereldoorlog nam akkerbouw de plaats in van de verbouw van tabak, waar meer personeel voor nodig was. 

André Maurois woonde 40 jaar op Essendièras. Maurois en Sylvain Floriat, een rijke industrieel die het grootste deel financierde, lieten in de 60'er jaren een deel beplanten met appelbomen. Toen Simone Maurois veertien maanden na haar echtgenoot overleed, werd Floriat's dochter Madame Créange de nieuwe eigenaar van Essendièras. In 1968 werd het Essendièras zwaar beschadigd door een tornado, het dak werd van het kasteel gerukt en veel bomen werden ontworteld. 
In 1999 verkocht madame Créange de kastelen aan een Nederlands echtpaar, Jeroen en Ellen Bakker. Zij lieten een aantal gebouwen restaureren, en de boerderijen tot gastenverblijven verbouwen. In 2001 werden zij ook eigenaar van het domein. In 2010 werd besloten de appelboomgaarden niet meer te exploiteren.